# Gmina związkowa Flammersfeld
Gmina związkowa Flammersfeld (niem. Verbandsgemeinde Flammersfeld) – dawna gmina związkowa w Niemczech, w kraju związkowym Nadrenia-Palatynat, w powiecie Altenkirchen. Siedziba gminy związkowej znajdowała się w miejscowości Flammersfeld. 1 stycznia 2020 gmina związkowa została połączona z gminą związkową Altenkirchen (Westerwald) tworząc nową gminę związkową Altenkirchen-Flammersfeld.

## Podział administracyjny
Gmina związkowa zrzeszała 25 gmin wiejskich:
1. Berzhausen
2. Bürdenbach
3. Burglahr
4. Eichen
5. Eulenberg
6. Flammersfeld
7. Giershausen
8. Güllesheim
9. Horhausen (Westerwald)
10. Kescheid
11. Krunkel
12. Niedersteinebach
13. Oberlahr
14. Obersteinebach
15. Orfgen
16. Peterslahr
17. Pleckhausen
18. Reiferscheid
19. Rott
20. Schürdt
21. Seelbach (Westerwald)
22. Seifen
23. Walterschen
24. Willroth
25. Ziegenhain